# Faenza Calcio 1999-2000
Questa voce raccoglie le informazioni riguardanti il Faenza Calcio nelle competizioni ufficiali della stagione 1999-2000.

## Rosa
| N. |                   | Ruolo | Calciatore           |
| -- | ----------------- | ----- | -------------------- |
|    | Italia (bandiera) | D     | Simone Angeli        |
|    | Italia (bandiera) | D     | Andrea Bianchedi     |
|    | Italia (bandiera) | C     | Mattia Biso          |
|    | Italia (bandiera) | C     | Daniele Buriani      |
|    | Italia (bandiera) | D     | Antonio Cavina       |
|    | Italia (bandiera) | D     | Cristian Cortini     |
|    | Italia (bandiera) | P     | Filippo Di Leo       |
|    | Italia (bandiera) | A     | Marco Fontana        |
|    | Italia (bandiera) | C     | Claudio Foschi       |
|    | Italia (bandiera) | A     | Umberto Gragnaniello |
|    | Italia (bandiera) | D     | Roberto Lorenzini    |
|    | Italia (bandiera) | C     | Vincenzo Maenza      |
|    | Italia (bandiera) | C     | Antonio Maschio      |

| N. |                   | Ruolo | Calciatore       |
| -- | ----------------- | ----- | ---------------- |
|    | Italia (bandiera) | C     | Mirco Mengucci   |
|    | Italia (bandiera) | D     | Paolo Minardi    |
|    | Italia (bandiera) | D     | Manuel Montipò   |
|    | Italia (bandiera) | C     | Mauro Neri       |
|    | Italia (bandiera) | C     | Marco Osio       |
|    | Italia (bandiera) | C     | Loris Poggi      |
|    | Italia (bandiera) | D     | Enrico Pomini    |
|    | Italia (bandiera) | D     | Antonino Praticò |
|    | Italia (bandiera) | A     | Cristian Protti  |
|    | Italia (bandiera) | A     | Francesco Ricci  |
|    | Italia (bandiera) | P     | Filippo Turchi   |
|    | Italia (bandiera) | A     | Alberto Villa    |